# Casa al carrer Nou, 29 (Vallbona d'Anoia)
La Casa al carrer Nou, 29 és una obra noucentista de Vallbona d'Anoia (Anoia) inclosa a l'Inventari del Patrimoni Arquitectònic de Catalunya.

## Descripció
Casa de dos pisos que presenta, a la planta baixa, la porta, amb una finestra al costat, al primer pis un balcó i una finestra i al segons, dues finestretes.
Tots els envans estan alineats i són recorreguts per un guardapols que forma un lleuger apuntat a la part central (en cortina) i decorat.
La cornisa és decorada per un seguit de petites motllures.

## Història
És el primer quart segle xx.